# اسکار ملور
اسکار ملور (انگلیسی: Oscar Mellor؛ ۷ ژوئن ۱۹۲۱ – ۱ ژانویهٔ ۲۰۰۵) نقاش، ناشر شعر و هنرمند فراواقع‌گرایی اهل انگلستان بود.